# Santa Vitória do Palmar
Santa Vitória do Palmar ist eine Stadt mit schätzungsweise 29.676 Einwohnern (Stand: 2019) im Bundesstaat Rio Grande do Sul im Süden Brasiliens. Sie liegt etwa 500 km südlich von Porto Alegre an der uruguayischen Grenze. Benachbart sind die Orte Rio Grande im Norden und Chuí im Süden. Ursprünglich war Santa Vitória do Palmar Teil des Munizips Rio Grande. Der Name bezieht sich auf das Vorkommen von Geleepalmen (Butia).

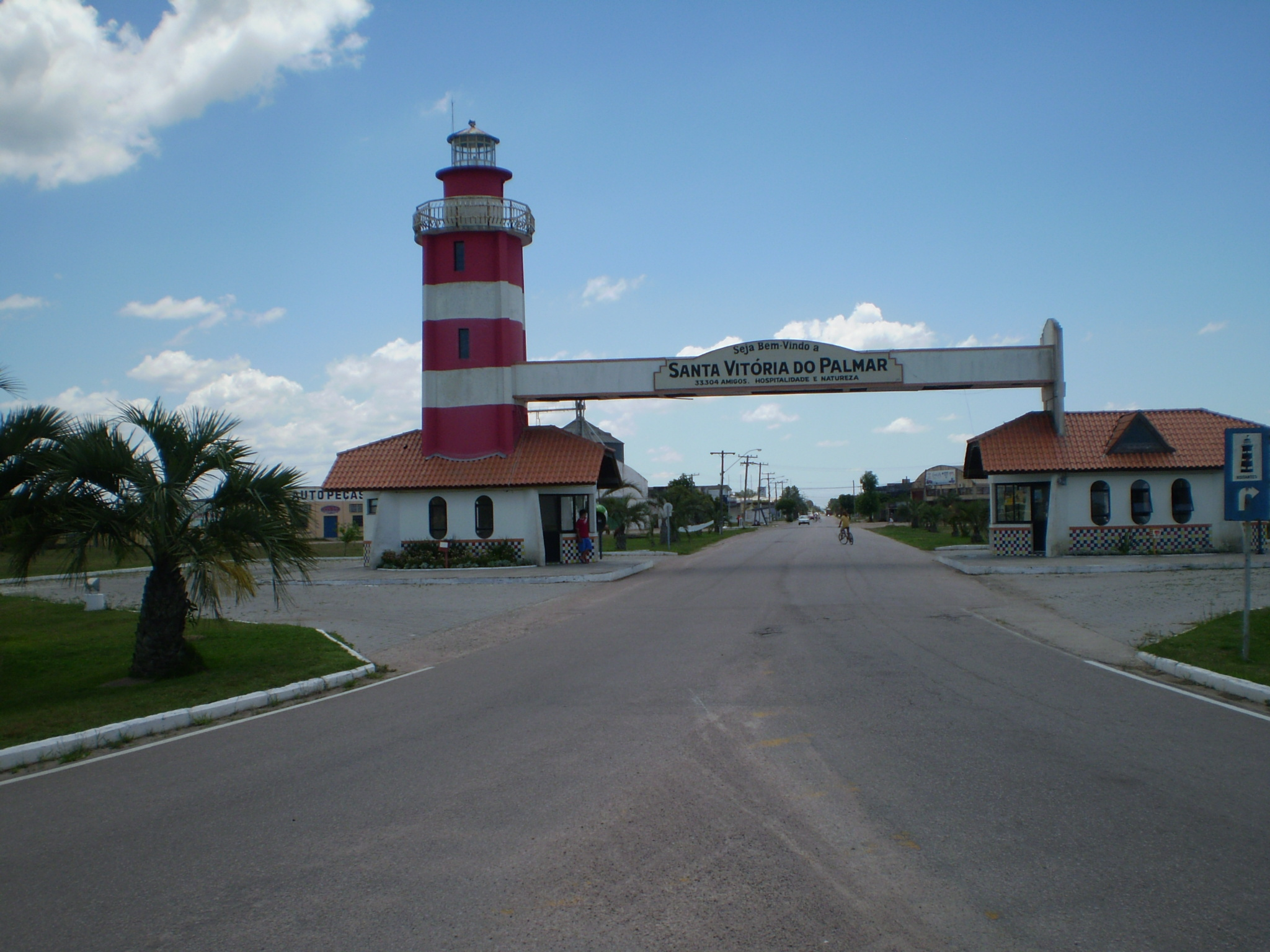
Stadteinfahrt
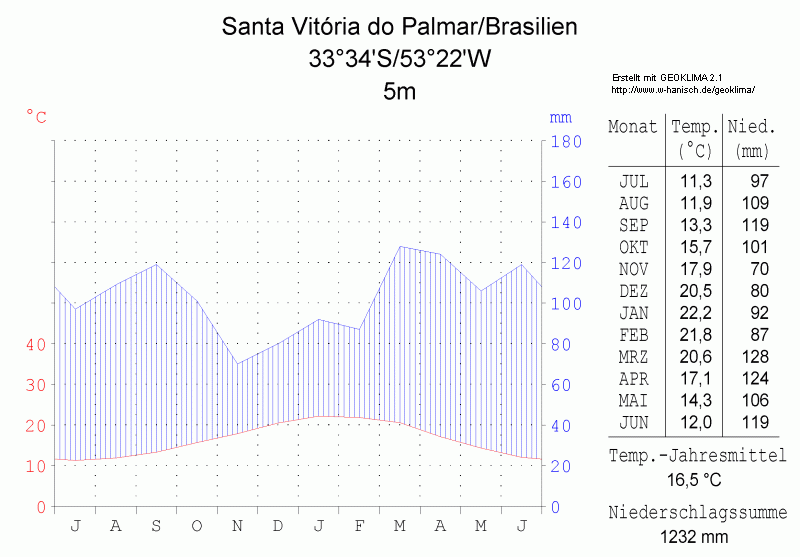
Klimadiagramm

## Persönlichkeiten
- Juvenal Amarijo (1923–2009), Fußballspieler